# Salvia gachantivana
Salvia gachantivana es una planta herbácea de la familia de las lamiáceas, que se ha encontrado en las montañas del departamento de Boyacá, en la cordillera oriental de los Andes de Colombia; la subespecie S. g. gachantivana entre los 2.200 y 2800 m de altitud y S. g. woodii entre 2.800 y 3.300 m.

## Descripción
Mide entre 1 y 1,7 m de altura. El tallo es leñoso y está cubierto de pelos largos blancos recurvados. Las hojas son acorazonadas, de 6 a 9 por 4,5 por 7 cm, haz verde con pelos cortos dispersos, envés de verde grisáceo a blanquecino. Pecíolo de 3 a 6 cm. Inflorescencia terminal de 20 a 40 cm; presenta brácteas triangulares en S. g. woodii y romboides lanceoladas en S. g. gachantivana, de hasta 1,5 cm de longitud; flores rojas, corola de 14 a 19 mm de longitud.

## Taxonomía
Salvia gachantivana fue descrita por José Luis Fernández Alonso y publicado en Revista de la Academia Colombiana de Ciencias Exactas, Físicas y Naturales 19(74): 472–473, f. 3b. 1995.
Etimología
Ver: Salvia